# Teet Allas
Teet Allas (* 2. Juni 1977 in Pärnu, Estnische SSR, Sowjetunion) ist ein estnischer ehemaliger Fußballspieler.

## Karriere
Teet Allas begann seine Karriere beim örtlichen Verein Kalev Pärnu, wo er Stammspieler war. 1996 wurde er von zwei Vereinen ausgeliehen. Danach ging er zum JK Tulevik Viljandi und später zum FC Flora Tallinn, wo er mehrfacher Estnischer Meister und Pokalsieger wurde. Nach zehn Jahren in der estnischen Hauptstadt wechselte Allas zum schwedischen Klub Dalkurd FF. Beim Verein aus der drittklassigen Division 1 Norra kam er jedoch zu keinem Einsatz. Im März 2011 unterschrieb der Mittelfeldspieler einen Vertrag bei Paide Linnameeskond. Dort war er anfangs nur in der ersten Mannschaft aktiv, spielte jedoch ab 2012 vermehrt auch in der zweiten Mannschaft des Vereins. Im Jahr 2014 wechselte er zum JK Retro, bei dem zahlreiche alternde Ex-Profis unter Vertrag genommen werden.
Für die Nationalmannschaft Estlands bestritt er von 1997 bis 2008 73 Länderspiele.

## Erfolge
- Estnischer Meister: 2001, 2002, 2003
- Estnischer Pokalsieger: 2008, 2009
- Estnischer Supercupsieger: 2002, 2003, 2004